# Communauté de communes Porte Océane du Limousin
La communauté de communes Porte Océane du Limousin est une communauté de communes française, située dans le département de la Haute-Vienne, en région Nouvelle-Aquitaine. Elle est issue de la fusion au 1er janvier 2016 de la communauté de communes Vienne-Glane et de la communauté de communes du Pays de la Météorite,.

## Territoire communautaire

### Géographie
Située à l'ouest du département de la Haute-Vienne, la communauté de communes Porte Océane du Limousin regroupe 13 communes et présente une superficie de 338,1 km2.

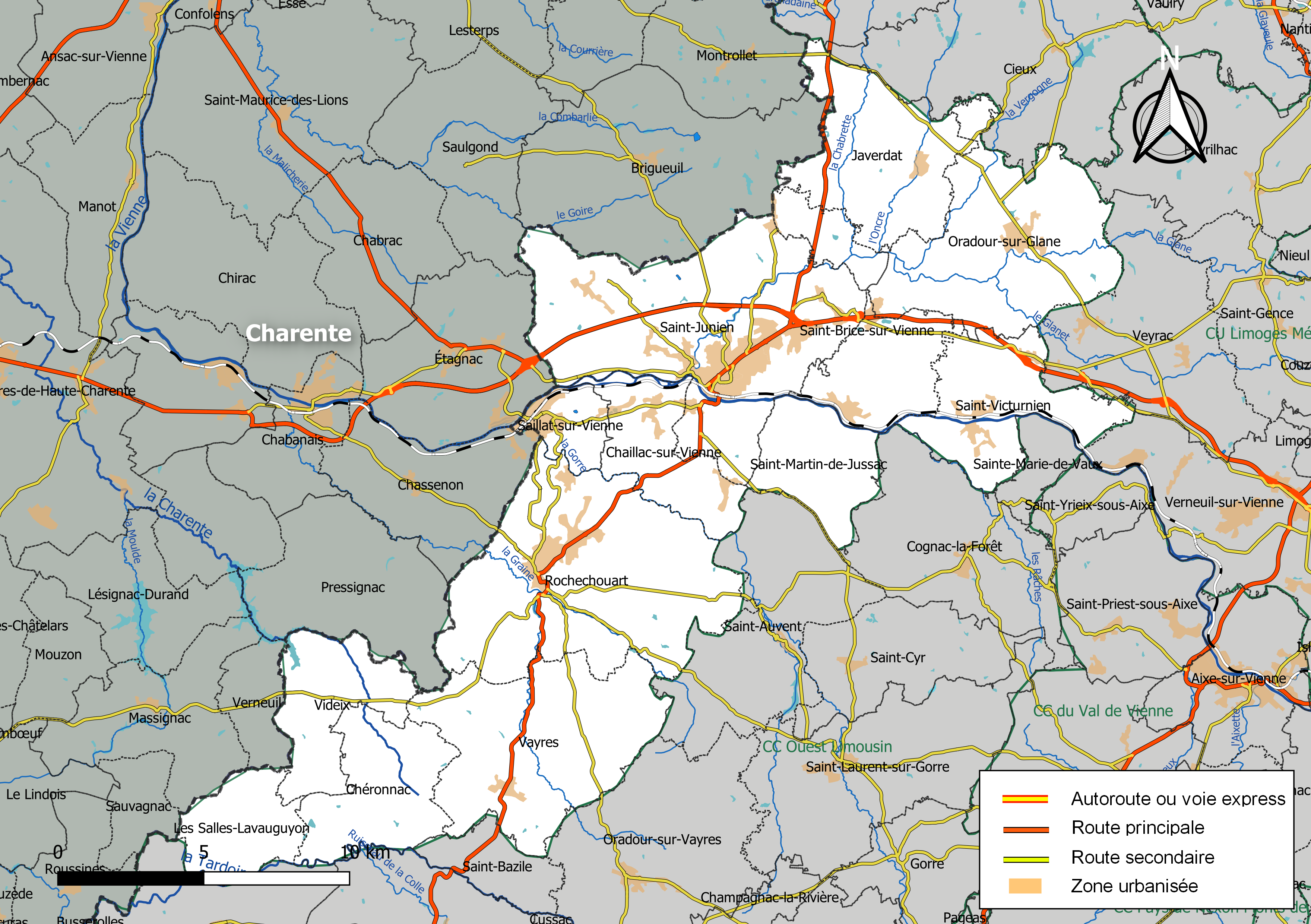
Carte de la communauté de communes Porte Océane du Limousin au 1er janvier 2019.

### Composition

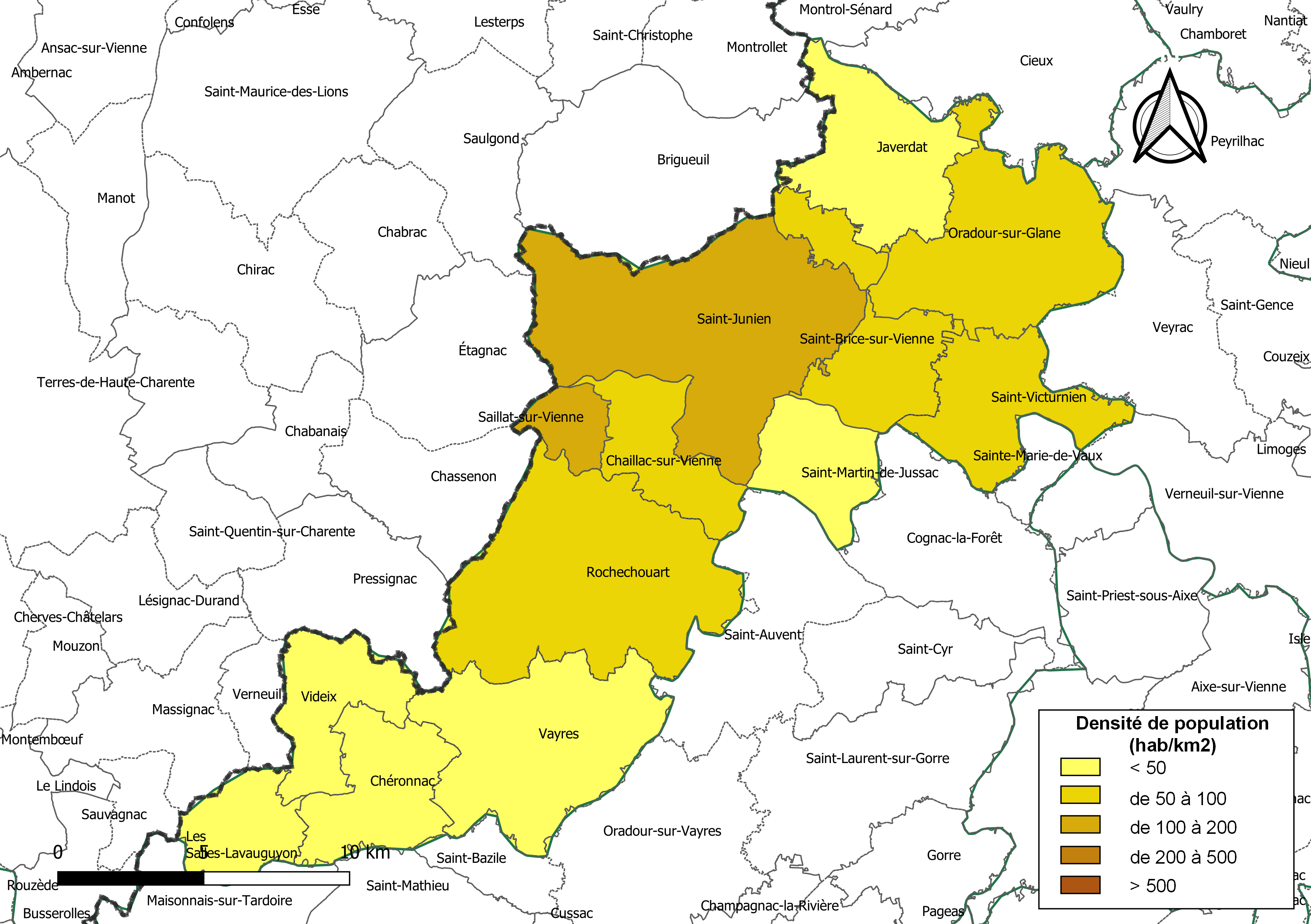
Carte des densités de population (millésimée 2016) des communes de la communauté de communes Porte Océane du Limousin. Composition en communes au 1er janvier 2019.

Le Conseil Communautaire regroupe 35 membres, en fonction du poids démographique de chacune des 13  communes en 2017.
La communauté de communes est composée des 13 communes suivantes :

| Nom                    | Code Insee | Gentilé            | Superficie (km2) | Population (dernière pop. légale) | Densité (hab./km2) |
| ---------------------- | ---------- | ------------------ | ---------------- | --------------------------------- | ------------------ |
| Saint-Junien (siège)   | 87154      | Saint-Juniauds     | 56,82            | 11 382 (2022)                     | 200                |
| Chaillac-sur-Vienne    | 87030      | Chaillacois        | 15,14            | 1 253 (2022)                      | 83                 |
| Chéronnac              | 87044      | Chéronnacais       | 18,9             | 315 (2022)                        | 17                 |
| Javerdat               | 87078      |                    | 25,52            | 702 (2022)                        | 28                 |
| Oradour-sur-Glane      | 87110      | Radounauds         | 38,16            | 2 517 (2022)                      | 66                 |
| Rochechouart           | 87126      | Rochechouartais    | 53,88            | 3 637 (2022)                      | 68                 |
| Saillat-sur-Vienne     | 87131      | Saillatais         | 6,29             | 826 (2022)                        | 131                |
| Saint-Brice-sur-Vienne | 87140      | Saint-Briçois      | 20,85            | 1 651 (2022)                      | 79                 |
| Saint-Martin-de-Jussac | 87164      |                    | 14,4             | 567 (2022)                        | 39                 |
| Saint-Victurnien       | 87185      | Saint-Victurniauds | 21,04            | 1 767 (2022)                      | 84                 |
| Les Salles-Lavauguyon  | 87189      |                    | 12,32            | 157 (2022)                        | 13                 |
| Vayres                 | 87199      |                    | 38,13            | 708 (2022)                        | 19                 |
| Videix                 | 87204      | Videixois          | 16,63            | 204 (2022)                        | 12                 |

### Démographie
| 1968   | 1975   | 1982   | 1990   | 1999   | 2010   | 2015   | 2021   |
| ------ | ------ | ------ | ------ | ------ | ------ | ------ | ------ |
| 24 948 | 24 413 | 23 994 | 24 009 | 23 655 | 25 400 | 25 699 | 25 704 |

## Administration
| Période        | Période      | Identité      | Étiquette      | Qualité                                                                                  |
| -------------- | ------------ | ------------- | -------------- | ---------------------------------------------------------------------------------------- |
| 9 janvier 2016 | juillet 2020 | Joël Ratier   | PCF            | Maire de Saint-Martin-de-Jussac (1989-2014) Adjoint au maire de Saint-Junien (2014-2020) |
| juillet 2020   | En cours     | Pierre Allard | ADS (App. PCF) | Maire de Saint-Junien depuis 2001                                                        |

### Vice-Présidents
La communauté de communes "Porte Océane du Limousin" est composée de 10 vice-présidents dont 3 femmes et 7 hommes. Les postes sont répartis majoritairement entre les différentes communes de la communauté de communes. Voici la liste :
- 1er vice-président chargé des finances et prospectives, Philippe Lacroix ;
- 2e vice-présidente chargée de l’économie, Anne Marie Almoster Rodrigues ;
- 3e vice-président chargé de l’aménagement de l’espace et de l’urbanisme, Jean Duchambon ;
- 4e vice-présidente chargée de la gestion de la politique de l’eau, développement durable et économie circulaire, Annie Dardilhac ;
- 5e vice-président chargé des travaux et de la gestion des déchets et assimilés, Jean-Pierre Granet ;
- 6e vice-présidente chargée de la solidarité et de l’action sociale, Laëtitia Calendreau ;
- 7e vice-président chargé de la communication, Raymond Vouzelaud ;
- 8e vice-président chargé du développement touristique, Fabien Habrias ;
- 9e vice-président chargé de l’animation du territoire et de l’action culturelle, Thierry Granet ;
- 10e vice-président chargé des sports et des loisirs, Didier Lekiefs.